# Follie del secolo
Follie del secolo è un film del 1939 diretto da Amleto Palermi e tratto dalla commedia I capricci di Susanna di Alessandro De Stefani.

## Trama
Parigi, Belle Époque. Il conte Raimondo Molinot De la Tour, nobiluomo di età avanzata, corteggia la bella cantante Violette de Lys a fin di bene: è costretto in questa situazione per il bene di sua figlia che viene trascurata dal marito perché non pensa che alla fascinosa cantante. Il conte riuscirà nel suo intento, ma farà sposare Violette con un musicista, facendo tornare il sereno nella vita della figlia.

## Produzione
Girato negli studi Scalera alla Circonvallazione Appia a Roma nella primavera del 1939, uscì nelle sale nel settembre dello stesso anno. Il nome del costumista Gino Sensani non appare nei titoli di testa del film, ma anche se è annotato tra i suoi lavori del 1939. Il film uscì in Spagna nel 1944 con il titolo  Locuras del siglo.

## Critica
- "Di film fine secolo con donnine allegre e baronetti opulenti, se ne erano veduti pochi, a dire il vero in Italia, ma quei pochi erano bastati a farci asserire nel modo più perentorio che per certe cose noi non siamo mai nati. E invece questo film di Palermi dimostra che quando ci si mette di buona volontà e quando si hanno a disposizione i mezzi per lavorar pulito, non esiste genere di film che non si sappia fare..." (Paola Ojetti, Film, n. 39, 30 settembre 1939)
- "Paola Barbara ha momenti brillantissimi [...] La piacevole sontuosità dell'attrice mi ha condotto talvolta ad ammirare alcuni suoi vestiti confezionati con gusto e fotografati con morbidezza." (Cesare Zavattini, Tempo, n. 20, 12 ottobre 1939)
- "Le Follie del secolo, è risaputo, si commettono, oggi, proprio in nome del cinema e, per convincersene, basta seguire con un po' d'attenzione i bollettini pubblicitari delle case; quindi, una curiosa ritorsione diventa un titolo simile applicato ad un film che illustra soltanto le modeste follie del diciannovesimo secolo, del siècle stupide, come certo, seguendo una definizione di Daudet, vorrà chiamarlo il regista Palermi; e giustamente, almeno a giudicare dai motivi cari ad una tradizione umoristica che egli, di tanto in tanto, riporta agli onori dell'obiettivo." (Ennio Flaiano)